# Elasmus hyblaeae
Elasmus hyblaeae is een vliesvleugelig insect uit de familie Eulophidae. De wetenschappelijke naam is voor het eerst geldig gepubliceerd in 1929 door Ferrière.